# سازوکار کانونی

سازوکار کانونی زمین‌لرزه، تغییرشکل‌های روی‌داده در کانون زمین‌لرزه که باعث ایجاد امواج لرزه‌ای می‌شود را تشریح می‌کند. در مواردی که رویداد لرزه‌ای مرتبط با گسل است، سازوکار کانونی زمین‌لرزه به جهت‌گیری صفحهٔ گسل و بردار لغزش گفته شده و آن را حل صفحهٔ گسل نیز می‌نامند. سازوکار کانونی از حل تانسور گشتاور برای زمین‌لرزه به دست می‌آید، که خود با تجزیه و تحلیل شکل‌موج‌های لرزه‌ای مشاهده‌شده، تخمین زده می‌شود. سازوکار کانونی را می‌توان از مشاهده الگوی «نخستین جنبش» که در آن اولین امواج P واردشده شکسته شده یا کاهش می‌یابند نیز به دست آورد. این روش قبل از ثبت و تجزیه و تحلیل دیجیتالی شکل موج استفاده می‌شد. و این روش هنوز برای زمین‌لرزه‌های خیلی کوچک برای حل تانسور گشتاوری استفاده می‌شود. سازوکارهای کانونی در حال حاضر عمدتاً با استفاده از تجزیه و تحلیل نیمه خودکار شکل‌موج‌های ثبت‌شده استخراج می‌شوند.
| چپ‌گرد امتدادلغز | راست‌گرد امتدادلغز | عادی شیب‌لغز | معکوس/راندگی شیب‌لغز |
| --------------- | ----------------- | ----------- | ------------------- |
|                 |                   |             |                     |
|                 |                   |             |                     |